# Hans Bauer
Hans Bauer (München-Sendling, 28 luglio 1927 – München-Sendling, 31 ottobre 1997) è stato un calciatore tedesco, di ruolo difensore, campione mondiale nel 1954.

## Carriera
Militò per la maggior parte della sua carriera nel Bayern Monaco con cui vinse, nel 1957, la coppa di Germania dopo aver battuto in finale il Fortuna Düsseldorf.
Con la Germania Ovest fece, tra il 1951 e il 1958, cinque presenze. Con la Nazionale vinse il campionato del mondo 1954 giocando le partite del primo turno contro Ungheria (3-8) e Turchia (7-2).

## Palmarès

### Club
- Coppa di Germania: 1

Bayern Monaco: 1957

### Nazionale
- Campionato mondiale: 1

Svizzera 1954